# Kinami (Papoea-Nieuw-Guinea)
Kinami is een plaats in Nieuw-Ierland in Papoea-Nieuw-Guinea. De plaats heeft een school voor  basisonderwijs: Kinami Primary School.